# ラシンダ・ディーマス
ラシンダ・ディーマス（Lashinda Demus、1983年3月10日 - ）は、400メートルハードルを専門とするカリフォルニア州イングルウッド出身のアメリカ合衆国の陸上競技選手。2011年世界陸上競技選手権大会で優勝し、2012年ロンドンオリンピックで金メダルを獲得した。

## キャリア
400mハードルの自己ベストは大韓民国・大邱広域市で2011年9月1日に記録した52秒47。またディーマスは400mHのアメリカ記録保持者である。
ロングビーチ・ウィルソン高等学校の卒業生で、300mHのアメリカ高校記録を持っており、唯一40秒の壁を破った女子選手である。1998年には4x400メートルリレーチームの一員として出場、アメリカ記録を樹立、翌1999年には歴代2位となり、2001年には自身の持つアメリカ記録を打ち破った。（この記録は2004年にライバル校のロングビーチポリテクニック高等学校に破られた。）また、100mハードルにも出場し、2001年にCIFカリフォルニア州大会で優勝した。1999年と2001年にはTrack and Field Newsがディーマスを女子の「ハイスクールアスリートオブザイヤー」に選んだ。
高等学校卒業後、ディーマスはサウスカロライナ大学に入学、カーティス・フライの指導を受ける。大学時代の最高成績は、55mH：7秒80、60mH：8秒32、100mH：13秒35、400mH：54秒70、400m：51秒38、800m：2分13秒77である。サウスカロライナ大学在学中、2002年世界ジュニア陸上競技選手権大会では400mHで優勝、NCAA室内選手権では400mで優勝、2005年世界陸上競技選手権大会で準優勝を果たした。またNCAA選手権では2002年、サウスカロライナ大学が女子の部で優勝する上で貢献した。
ディーマスは2004年のオリンピック選考にて400mHのアメリカ代表に選抜された。アテネオリンピック準決勝では、チームメイトのシェーナ・ジョンソンと同記録で、順位による準決勝突破者のブレンダ・テイラーよりも0秒7上回る記録をマークするも、組5着で決勝に進出することはならなかった。
北京オリンピック代表選考から漏れた翌2009年、全米陸上競技選手権大会400mHを当季世界最高の53秒78で優勝、2009年世界陸上競技選手権大会の出場資格を得た。7月のヘラクレスでは52秒63に記録を伸ばし、大会記録をマークした上、歴代4位に名を刻んだ。この時点で世界選手権の優勝候補と目されていたが、ジャマイカのメレーン・ウォーカーに敗れ、銀メダルとなった。しかし、韓国・大邱で開かれた2011年の世界選手権では52秒47のアメリカ新記録、世界歴代3位の好記録をマークしてリベンジを果たした。ウォーカーは2位でゴールした。2011年の最高記録をマークしたカリース・スペンサーは、ディーマス、ウォーカー、ナタリア・アントユフに次ぐ4位だった。

## 主な成績
| 年   | 大会                           | 開催地                   | 結果 | 備考 |
| ---- | ------------------------------ | ------------------------ | ---- | ---- |
| 2002 | 世界ジュニア選手権             | ジャマイカキングストン   | 1位  |      |
| 2005 | 世界選手権                     | フィンランドヘルシンキ   | 2位  |      |
| 2005 | ワールドアスレチックファイナル | モナコモンテカルロ       | 1位  |      |
| 2006 | ワールドアスレチックファイナル | ドイツシュトゥットガルト | 1位  |      |
| 2006 | ワールドカップ                 | ギリシャアテネ           | 2位  |      |